# 최적화 문제
최적화 문제는 수학 혹은 컴퓨터 과학에서 모든 테스트 케이스에 대해 최적의 해법을 찾는 문제를 말한다.
수학, 컴퓨터 과학 및 경제학에서 최적화 문제는 가능한 모든 솔루션 중에서 최상의 솔루션을 찾는 문제이다. 최적화 문제는 변수가 연속적인지 불연속적인지에 따라 두 가지 범주로 나눌 수 있다.
- 불연속 변수를 사용하는 최적화 문제를 이산 최적화라고 하며 정수, 순열 또는 그래프와 같은 개체를 셀 수 있는 집합에서 찾아야 한다.
- 연속 변수가 있는 문제를 연속 최적화라고 하며 연속 함수에서 최적 값을 찾아야 한다. 여기에는 제한된 문제와 다중 모드 문제가 포함될 수 있다.

## 같이 보기
- 함수 문제